# Barlovento II
Barlovento II – stalowy jacht typu Rigiel, zbudowany dla Żeglarskiego Klubu Morskiego w Katowicach. Jacht zwodowano w 1988 roku w Stoczni Remontowej w Szczecinie. Długość 15,80 m, powierzchnia żagli 100 m².
S/y „Barlovento II” powstał z myślą o dalekich i trudnych wyprawach. Wcześniej doskonale sprawdził się już w rejonach północnych, między innymi w rejsie dookoła Jan Mayen oraz w rejsie dookoła Zachodniego Spitsbergenu. Jest to jednak jednostka o prostej i lekkiej konstrukcji, nie projektowana do wypraw arktycznych, kadłub nie jest wzmacniany i nie jest zaliczany do klasy lodowej. W przypadku zamarznięcia wody kadłub jednostki zostałby zmiażdżony. W 2015 ośmioosobowa załoga „Sekstant Expedition” pod dowództwem kpt. Macieja Sodkiewicza na żaglach osiągnęła rekordową arktyczną szerokość, pobijając tym samym poprzedni rekord z 2012 r., kiedy to rosyjski jacht „Piotr I” z kapitanem Daniłem Gawriłowem uzyskał pozycję 82°18′N.